# Підзимові посіви
Підзимові посіви — здійснюють пізно восени, коли температури повітря встановиться на позначці близько 0°С, а температура ґрунту знизиться до +2…+4°C. Найбільш ефективні підзимові посіви на земельних ділянках, де ґрунт повільно розморожується, довго прогрівається і не встигає просохнути до початку весняних польових робіт. Підзимові посіви дають можливість отримати свіжу продукцію на два тижні раніше, ніж при звичайному посіві, а якщо напровесні додатково вкрити посіви плівкою, то збирання врожаю буде ще на тиждень раніше. Зазвичай для підзимових посівів вибирають озимий часник, моркву, буряк, петрушку, кріп, ріпчасту цибулю, шпинат, редис і навіть квіти - використання даної методики позбавляє необхідності возитися з розсадою цих культур.

## Агротехніка
Восени, після збирання врожаю та перекопування ґрунту на городі виділяють рівну, чисту від бур'янів ділянку, захищену від вітру, призначену для підзимових посівів. Оптимальними для підзимових посівів є південні схили або пагорби, які швидше просихають навесні та добре прогріваються сонцем. Грунт на ділянці, обраній для підзимового посіву, з метою запобігання небезпеці змиву насіння талими водами має бути легким. Якщо ґрунт на ділянці важка, щоб уникнути шкідливого впливу надмірного зволоження в осінньо-зимовий період заздалегідь насипають гряди. Ґрунт готують заздалегідь: перекопують, розрівнюють та вносять калійнофосфорні добрива з розрахунку 20 г/м 2 (азотні добрива взимку не вносять!). За відсутності опадів грядку поливають із метою спровокувати зростання бур'янів, які видаляють безпосередньо перед проведенням посіву. Борозни для висіву насіння нарізають на півтора-два сантиметри глибше, ніж при весняній сівбі. Посів дражованим або наклеєним на папір насінням дає хороші результати. Після висіву і закладення насіння в ґрунт грядки прикривають руберойдом, чорною плівкою або іншим матеріалом, щоб вони не обсипалися і не пересохли до стабільного промерзання ґрунту. Якщо земля встигла замерзнути, то посів проводять «по черепку» (замерзлому ґрунту) сухим насінням збільшеним на 25—30% у порівнянні з весняною нормою висіву. Коли випаде перший сніг, його змітають віником і знімають укриття з грядки. Борозни, що залишилися після посіву, прикривають шаром заздалегідь заготовленого сухого піску, а зверху накривають ялиновими гілками, листям або тирсою. Напровесні з підзимових посівів знімають укриття і проводять підживлення рослин золою з розрахунку 1 склянку на 1 м 2 або вносять азотні та калійні добрива по 15-20 г на 10 л води. Подальший догляд за посівами здійснюється, так само як і за весняними.

## Недоліки
Як і будь-який інший агротехнічний спосіб, ця методика має і свої мінуси:
1. Морква, буряк, редис і цибуля можуть дати багато рослин, які «підуть у стрілку». У разі ріпчастої цибулі слід садити дрібні цибулини (діаметром до 2 см, які практично не стрілкуються).
2. Урожай, отриманий внаслідок підзимового посіву, не підлягає тривалому зберіганню.
3. Насіння може вимерзнути: у разі малосніжної зими, що поєднується з великими морозами за відсутності можливості вкрити посіви, ймовірність загибелі насіння дуже висока.
4. Дуже важко визначитися з термінами посіву:
  - по-перше, для різних місцевостей – різні терміни;
  - по-друге, навіть на території одного й того ж району зима в різні роки може суттєво відрізнятись.

Наприклад, все було зроблено в термін, який завжди був визначальним для підзимових посівів у даній місцевості, але осінь затяглася і виявилася дощовою та надто теплою. Насіння проросло, а тут настала зима... Занадто рано проросле насіння гине при перших морозах. Отже, досвідчені овочівники сіють тільки сухим насінням і в той час, коли ґрунт вже промерз і лише злегка підтає в денні години.